# Clinton Township, Lenawee County, Michigan
Clinton Township är en kommun (township) i Lenawee County i delstaten Michigan, USA.